# Atlantis: Milo's Avontuur
Atlantis: Milo's Avontuur (originele titel Atlantis: Milo's Return) is een Amerikaanse animatiefilm uit 2003, geproduceerd door Disney. De film is een direct-naar-videovervolg op de animatiefilm Atlantis: De Verzonken Stad.
De film bestaat uit drie losse verhalen, welke gebaseerd zijn op scenario’s geschreven voor een nooit gemaakte animatieserie getiteld Team Atlantis. De verhalen werden wel aangepast om nauwer op elkaar aan te sluiten.
Cree Summer (Kida), Corey Burton (Mole), Don Novello (Vinny), Phil Morris (Dr. Sweet), Jacqueline Obradors (Audrey), John Mahoney (Whitmore), en Florence Stanley (Wilhelmina) vertolken allemaal weer de stemmen van hun personages uit de vorige film. James Arnold Taylor verving Michael J. Fox als Milo en Steve Barr verving de inmiddels overleden Jim Varney als Cookie.

## Verhaal
Kida is inmiddels getrouwd met Milo, en gekroond tot koningin van Atlantis. Ze gebruikt het Hart van Atlantis om de stad terug te brengen in zijn oude glorie.
Dan arriveren op een dag Milo’s oude teamgenoten en Mr. Whitmore in de stad met het nieuws dat er mysterieuze dingen gebeuren aan de oppervlakte. Deze zijn mogelijk gerelateerd aan Atlantis. Aanvankelijk wordt gedacht dat een beveiligingssysteem van Atlantis (gelijk aan de mechanische leviathan in de eerste film) op hol is geslagen, maar later blijkt een wezen genaamd de Kraken de schuldige te zijn. De Kraken lijkt onder controle te staan van Volgud. De groep slaagt er uiteindelijk in de Kraken te vernietigen.
In het tweede fragment wil Kida meer leren over de buitenwereld, dus neemt Milo haar uiteindelijk mee hierheen. Daar past ze zich wonderbaarlijk snel aan. Ze vinden in Arizona een verborgen stad, met daarin een standbeeld dat van Atlanteaanse afkomst lijkt te zijn. Samen met een Indiaanse medicijnman die controle heeft over enkele geesten in de gedaantes van coyotes moeten ze deze stad beschermen tegen een plunderaar.
In het derde fragment wordt een voorwerp genaamd de Heilige Lans gestolen uit een kast van Whitmore door zijn rivaal Erik Hellstrom, die denkt de Noorse god Odin te zijn. Deze lans is mogelijk van Atlanteaanse komaf. De groep volgt Hellstrom naar Noord-Europa, alwaar hij met de lans de wereld wil vernietigen middels de mythische ragnarok. Hij roept enkele monsters op, maar Vinnie vernietigd ze met goedgeplaatste explosieven. Kida komt tot de ontdekking hoe machtig het Atlanteaanse kristal is, en moet kiezen tussen deze kracht verborgen houden of hem delen met de rest van de wereld. Nadat ze de lans heeft weten te bemachtigen beseft ze dat het fout was van haar vader om het kristal te verbergen van de buitenwereld. Ze combineert het kristal met de lans en gebruikt deze om Atlantis terug naar de oppervlakte te halen.

## Cast
| Personage                  | Engelse stem             | Nederlandse stem         |
| -------------------------- | ------------------------ | ------------------------ |
| Milo James Thatch          | James Arnold Taylor      | Hans Somers              |
| Koningin Kidagakash (Kida) | Cree Summer              | Katja Schuurman          |
| Preston Whitmore           | John Mahoney             | Wim van Rooij            |
| Audrey                     | Jacqueline Obradors      | Cystine Carreon          |
| Vinny                      | Don Novello              | Erik van Muiswinkel      |
| Moliére                    | Corey Burton             | Jan Nonhof               |
| Dokter Sweet               | Phil Morris              | Ruurt de Maesschalck     |
| Mrs. Parkerd               | Florence Stanley         | Heddy Lester             |
| Obby                       | Frank Welker             | Ricardo Tejedo           |
| Cookie                     | Steve Barr               | Frits Lambrechts         |
| Edgar Volgud               | Clancy Brown             | Victor van Swaay         |
| Mantell                    | Frank Welker             | Huib Broos               |
| Inger                      | Jean Gilpin              | Tenna Schmølker-Hornehøj |
| Seaman                     | Kai Rune Larsen          | Ivar Nergaard            |
| Gunnar                     | Kai Rune Larsen          | Erik Skøld               |
| Sven                       | Bill Fagerbakke          | Per Skjølsvik            |
| Verpleegster               | Jacqueline Obradors      | Yvonne Jane van Leeuwen  |
| Sam McKeane                | Jeff Bennett             | Reinder van der Naalt    |
| Ashton Carnaby             | Thomas F. Wilson         | Huib Broos               |
| Chakashi                   | Floyd Red Crow Westerman | Rob van de Meeberg       |
| Erik Hellstrom             | William Morgan Sheppard  | Hans Hoekman             |

## Prijzen en nominaties
In 2003 werd Atlantis: Milo's Avontuur genomineerd voor een DVDX Award in de categorie Best Animated Character Performance in a DVD Premiere Movie.